# Мазур, Курт
Курт Мазу́р (нем. Kurt Masur, 18 июля 1927, Бриг, Силезия, ныне Бжег, Польша — 19 декабря 2015, Гринвич, США) — немецкий дирижёр.

## Биография
Мазур родился в Польше и уверял, что его фамилия происходит от названия танца «мазурка».
Учился в Лейпцигской высшей музыкальной школе, руководил оркестром театра в Галле.
В 1955 был назначен вторым дирижёром Дрезденской государственной капеллы, в 1960—1964 — главный дирижёр Берлинской комической оперы.
С 1970 — капельмейстер Лейпцигского Гевандхауса. Гастролировал с обоими оркестрами в странах Европы, в том числе, неоднократно (с 1958) в СССР.
С 1991 — музыкальный директор Нью-Йоркского филармонического оркестра, сменил на этом посту Зубина Мету.
В 2000—2007 — главный дирижёр Лондонского филармонического оркестра.
В 2002—2008 — музыкальный директор Национального оркестра Франции.
В 2012 году дирижёр упал со сцены во время выступления в Париже и был госпитализирован. В том же году, после отмены нескольких концертов, он сообщил, что страдает болезнью Паркинсона.

## Гражданская позиция
3 октября 1990 г. на торжествах, посвященных воссоединению Германии, оркестр под его управлением исполнил в Берлине Девятую симфонию Бетховена.
Было предложено, чтобы он стал первым пост-коммунистическим лидером Восточной Германии, но он предпочел уехать в США.
11 сентября 2001 он вместе с оркестром организовал выступления на месте трагедии в Нью-Йорке, исполнив «Немецкий Реквием» Брамса.

## Творчество
С особым проникновением исполнял сочинения романтиков (Бетховен, Лист, Мендельсон, Чайковский, Брукнер), из музыки XX в. — произведения Бриттена, Шостаковича. Провёл премьеры некоторых сочинений Софии Губайдулиной («Два пути» — премьерная запись), Канчели («Светлая печаль»; «И прощание уходит, вздыхая…» — премьерная запись), Шнитке (Симфонии № 3 и 7).
Мазур дважды (в 1970-х и 1990-х годах) записал с оркестром Гевандхауса полный цикл симфоний Бетховена; цикл 1970-х годов включает также увертюры. Кроме того, он осуществил и другие аудио- и видеозаписи симфоний, концертов и прочих произведений Бетховена. Дважды записал полный цикл всех симфоний Иоганнеса Брамса (видеокомплект с оркестром Гевандхауса; аудиокомплект с Нью-Йоркским филармоническим оркестром), осуществил запись всех симфоний Антона Брукнера, Макса Бруха, Феликса Мендельсона, Петра Чайковского, Роберта Шумана.

## Признание
Лауреат Премии Роберта Шумана (1981).
Национальная премия ГДР (1982).
Музыкант года в США (1993).
Награжден германским орденом «За заслуги» и орденом Почетного легиона.

## Семья
У К. Мазура было три жены.

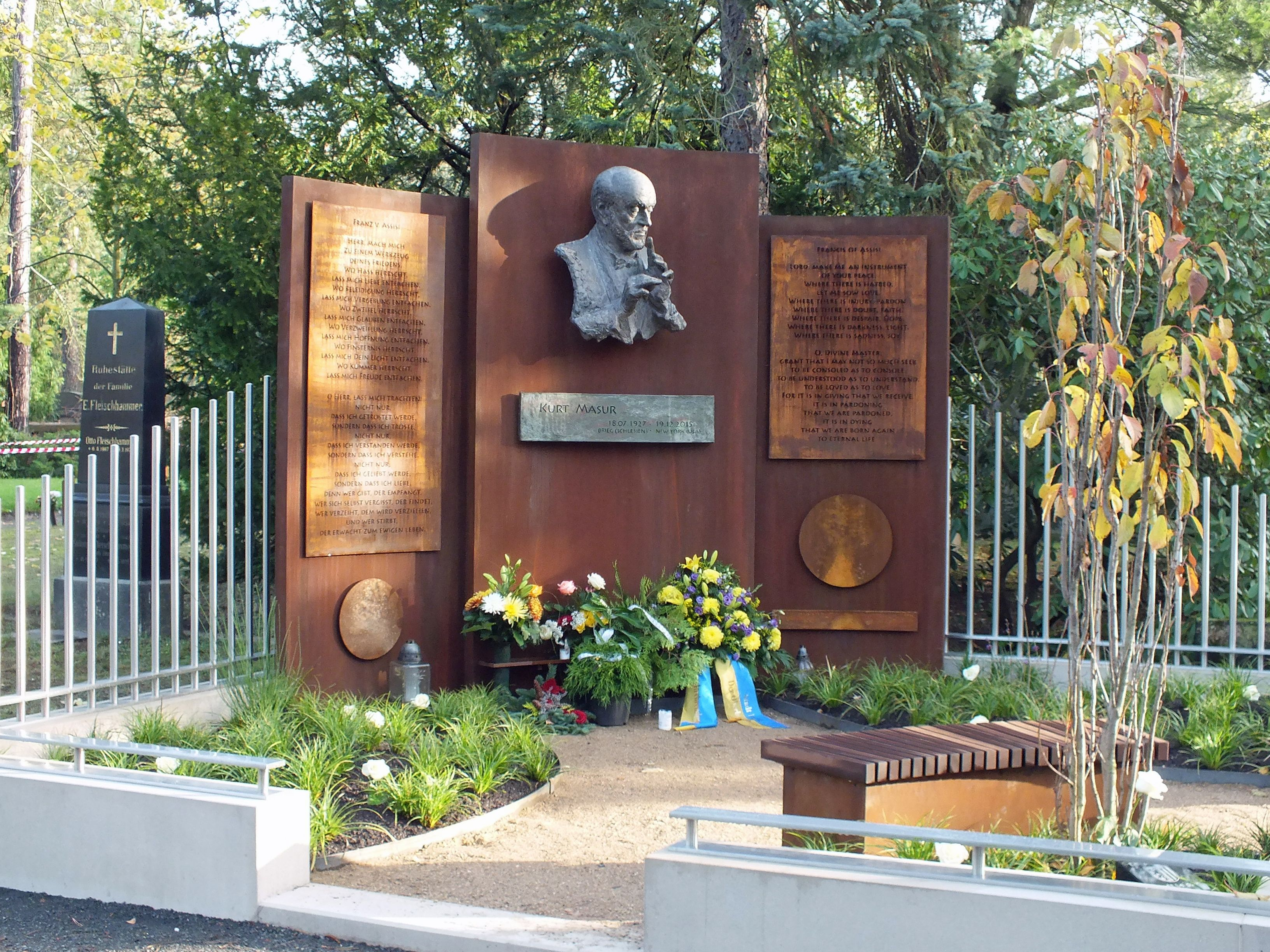
Могила Мазура.

Третья жена — Томоко Сакураи-Мазур (Tomoko Sakurai-Masur) — уроженка Японии, оперная певица.
Пятеро детей. Один из его сыновей — Кен-Давид Мазур — известный дирижёр, постоянный приглашенный дирижёр Национального филармонического оркестра России.